# Liste der Monuments historiques in Rochefort-sur-la-Côte
Die Liste der Monuments historiques in Rochefort-sur-la-Côte führt die Monuments historiques in der französischen Gemeinde Rochefort-sur-la-Côte auf.

## Liste der Objekte
| Bezeichnung | Beschreibung                                                               | Standort                                                  | Kennzeichnung | Schutzstatus | Datum | Bild |
| ----------- | -------------------------------------------------------------------------- | --------------------------------------------------------- | ------------- | ------------ | ----- | ---- |
| Paxtafel    | Metall, versilbert, zweite Hälfte des 19. Jahrhunderts; Verbleib unbekannt | in der Kirche Notre-Dame-de-l’Immaculée-Conception (Lage) | PM52001832    | Inscrit      | 1984  |      |